# Dynastia z Châtenois
Dynastia z Châtenois (fr. Maison d'Alsace) – alzacki ród feudalny rządzący księstwem Lotaryngii w latach 1047–1431. Wywodzili się od Gerarda I (zm. 910) i jego potomków piastujących w latach 910–1048 urząd hrabiów Metzu.
Protoplastą dynastii z Châtenois był hrabia Metzu, Gerard IV, który po swoim starszym bracie Adalbercie odziedziczył księstwo Lotaryngii nadane rodzinie przez cesarza Henryka III w 1047 r. Do XIII wieku przedstawiciele rodu nie odgrywali znaczącej roli politycznej we Francji i w Rzeszy Niemieckiej. Byli rodem możnych żyjących na pograniczu Królestwa Francji i Królestwa Niemiec zajętych głównie sporami wewnątrzdynastycznymi oraz wojnami z innymi feudałami.
Szerzej na arenę polityczną ród wszedł w XIV wieku. Książęta Lotaryngii szukali wówczas zbliżenia z Francją. Uczestniczyli w życiu dworu francuskiego i w kampaniach wojennych królów Francji.
W 1420 roku ostatni książę Lotaryngii z dynastii Châtenois, Karol II pomijając prawa do tronu swoich najbliższych męskich krewnych hrabiów Vaudémont wyznaczył spadkobiercami córkę Izabelę i zięcia René I Andegaweńskiego. Para zapoczątkowała linię lotaryńską dynastii Walezjuszów.
Męscy potomkowie dynastii z Châtenois powrócili na tron Lotaryngii w 1473 roku jako dynastia z Vaudémont.